# Clément Carisey
Clément Carisey (Échirolles, 23 marzo 1992) è un ciclista su strada francese, attivo come Elite UCI dal 2019 al 2022, che corre per il team dilettantistico Charvieu-Chavagneux Isère Cyclisme.

## Palmarès
- 2021 (Delko, una vittoria)

5ª tappa Tour du Poitou-Charentes (Villefagnan > Poitiers)
- 2023 (Charvieu Chavagneux Isère Cyclisme, due vittorie)

Trophée Souvenir Roger Walkowiak - Ville de Cusset
3ª tappa Alpes Isère Tour (Saint-Exupéry > Colombier-Saugnieu)

### Altri successi
- 2023 (Charvieu Chavagneux Isère Cyclisme)

Classifica generale Tour du Loiret-Souvenir Roland Gruber
Classifica generale Tour du Beaujolais
1ª tappa Tour Nivernais Morvan (Garchizy > La Machine)
3ª tappa Tour de Côte d'Or (Dijon velodrome > Seurre)
Grand Prix de Charvieu-Chavagneux-Souvenir Daniel Bennett
Classifica a punti Kreiz Breizh Elites

## Piazzamenti

### Classiche monumento
- Parigi-Roubaix

2021: ritirato